# Xã Putney, Quận Brown, Nam Dakota
Xã Putney (tiếng Anh: Putney Township) là một xã thuộc quận Brown, tiểu bang Nam Dakota, Hoa Kỳ. Năm 2010, dân số của xã này là 104 người.